# Leng (vis)
De leng (Molva molva) is een straalvinnige vis uit de familie Lotidae en de orde van de kabeljauwachtigen (Gadiformes), die voorkomt in het noordwesten en het noordoosten van de Atlantische Oceaan, de Noordzee en de Middellandse Zee.

## Beschrijving
De leng kan een lengte bereiken van 200 centimeter (zelden echter meer dan 160 centimeter) en kan maximaal 25 jaar oud worden.
De vis heeft een ruggengraat met 63 tot 65 wervels. De soort heeft twee rugvinnen en één aarsvin. De rugvin heeft geen stekels, maar 75 tot 80 vinstralen. De aarsvin heeft 58 tot 54 vinstralen.

## Leefwijze
De leng is een zoutwatervis die voorkomt in gematigde wateren op een diepte van 80 tot 1000 meter op een harde bodem.
De leng eet vooral middelgrote vissen (afhankelijk van de lengte van de leng), kreeften en kleine octopussen.

## Relatie tot de mens
De leng is voor de commerciële visserij van groot belang en er wordt ook op gevist door hengelsporters.
De soort staat niet op de Rode Lijst van de IUCN.